# Jacques Dubon
Pas d'image ? Cliquez ici

a Compétitions nationales et continentales officielles uniquement.

b Matchs officiels uniquement.
Jacques Dubon, né le 28 mai 1931 à Moissac et mort le 22 février 2008 à Villeneuve-sur-Lot, est un joueur de rugby à XIII dans les années 1950 et 1960.
Il effectue sa carrière sportive au sein de Villeneuve-sur-Lot avec lequel il a remporté le Championnat de France en 1959 et 1964, et la Coupe de France en 1958 et 1964. Il clôt sa carrière la Réole puis Clairac.
Fort de ses performances en club, il est sélectionné à douze reprises de l'équipe de France entre 1960 et 1962 prenant part à la Coupe du monde 1960.

## Biographie
Dans le civil, il excerce le métier de comptable .

## Palmarès
- Collectif :
  - Vainqueur du Championnat de France : 1959[3] et 1964 (Villeneuve-sur-Lot).
  - Vainqueur de la Coupe de France : 1958[4] et 1964[5] (Villeneuve-sur-Lot).
  - Finaliste du Championnat de France : 1962 et 1965 (Villeneuve-sur-Lot).

### Statistiques
| Saison    | Saison        | Championnat           | Championnat | Coupe           | Coupe      | Sélection | Sélection | Sélection | Sélection | Sélection | Sélection | Sélection |
| Saison    | Saison        | Comp.                 | Class.      | Comp.           | Class.     | Comp.     | M         | Pts       | Ess.      | Buts      | Dp.       |           |
| --------- | ------------- | --------------------- | ----------- | --------------- | ---------- | --------- | --------- | --------- | --------- | --------- | --------- | --------- |
| 1953-1954 | US Villeneuve | Championnat de France | 1/2 finale  | Coupe de France | 1/8 finale |           |           |           |           |           |           |           |
| 1954-1955 | US Villeneuve | Championnat de France | 7e          | Coupe de France | 1/4 finale |           |           |           |           |           |           |           |
| 1955-1956 | US Villeneuve | Championnat de France | 5e          | Coupe de France | 1/4 finale |           |           |           |           |           |           |           |
| 1956-1957 | US Villeneuve | Championnat de France | Barrage     | Coupe de France | 1/8 finale |           |           |           |           |           |           |           |
| 1957-1958 | US Villeneuve | Championnat de France | 1/2 finale  | Coupe de France | Vainqueur  |           |           |           |           |           |           |           |
| 1958-1959 | US Villeneuve | Championnat de France | Champion    | Coupe de France | 1/4 finale |           |           |           |           |           |           |           |
| 1959-1960 | US Villeneuve | Championnat de France | 1/2 finale  | Coupe de France | 1/2 finale | TO        | 3         | 3         | 1         | -         | -         |           |
| 1960-1961 | US Villeneuve | Championnat de France | 1/2 finale  | Coupe de France | 1/8 finale | CM        | 4         | 3         | 1         | -         | -         |           |
| 1961-1962 | US Villeneuve | Championnat de France | Finaliste   | Coupe de France |            |           | 4         | 6         | 2         | -         | -         |           |
| 1962-1963 | US Villeneuve | Championnat de France | 1/4 finale  | Coupe de France |            |           | 1         | -         | -         | -         | -         |           |
| 1963-1964 | US Villeneuve | Championnat de France | Champion    | Coupe de France | Vainqueur  |           |           |           |           |           |           |           |
| 1964-1965 | US Villeneuve | Championnat de France | Finaliste   | Coupe de France | 1/8 finale |           |           |           |           |           |           |           |